# 괴물공작의 딸
괴물공작의 딸은 매주 수요일마다 네이버 웹툰에서 연재 중인 웹툰이다.

## 줄거리
어릴적 주인공의 엄마를 찾다가 주인공의 아빠를 만난다. 그 후 주인공은 자신의 아빠와 함께 살아간다. 프로디움에서 살면서 친구들도 사귀며 이야기가 흘러간다.